# English Pointer
Der English Pointer ist eine von der FCI anerkannte britische Hunderasse (FCI-Gruppe 7, Sektion 2.1, Standard Nr. 1).

## Herkunft und Geschichtliches
Der English Pointer, oder kurz Pointer, stammt wohl von spanischen Jagdhunden ab. Wahrscheinlich gab es Einkreuzungen von Foxhounds, französischen Laufhunden und, um mehr Geschwindigkeit einzubringen, von Greyhounds. Durch den Greyhound gibt es die Farbe Schwarz im Pointer und an der Statur lässt sich noch das Windhunderbe erkennen. Sein Name rührt von Perro de Punta (spanisch „Hund zum Vorstehen“) her. Die Vorsteheigenschaft, d. h. beim Aufstöbern von Wild regungslos und meist mit erhobenem Vorderlauf zu verharren, trat wahrscheinlich mutativ auf und wurde durch fortgesetzte Reinzucht gefestigt. Obwohl es inzwischen viele verschiedene Vorstehrassen gibt, kann man den English Pointer noch immer als reinsten Vererber der Vorsteheigenschaft ansehen.

## Beschreibung
Er ist ein bis zu 69 cm großer und bis 30 kg schwerer Jagdhund. Das Haar ist fein, kurz, fest, vollkommen glatt und mit einem ausgeprägten Glanz. Die üblichen Farben sind zitronenfarben und Weiß, Orange und Weiß, Leberbraun und Weiß sowie Schwarz und Weiß, aber auch einfarbig und dreifarbig (tricolour). Sein Ohrleder ist dünn, mittelgroß, hoch angesetzt und dicht am Kopf anliegend.

## Charakter
Der Pointer wird als freundlich und ausgeglichen mit besonderen jagdlichen Fähigkeiten beschrieben. Der ursprüngliche Verwendungszweck des sanften, folgsamen und ernsthaften Pointers wurde aus dem natürlichen Verhalten heraus selektiert. Jeder Hund verharrt kurz, wenn er die Witterung von Beute in der Nase hat, bevor er nach vorn springt, um sie zu fangen. Beim Pointer wurde dieses Verharren durch gezielte Selektion bis ins dauerhafte Stehen (Vorstehen) verlängert. Die Nase des Pointers ist äußerst sensibel und so kann er aus vollem Lauf die Witterung von Rebhühnern oder Fasanen wahrnehmen, die noch 50 m entfernt liegen. Die Zucht führte zu einem vornehmen und freundlichen Tier, das sehr sensibel ist.

## Rassetypische Erkrankungen
Das Akrale Mutilationssyndrom ist eine angeborene Nervenkrankheit mit Selbstverstümmelung der Pfoten. Zudem haben Pointer eine höhere Krankheitsneigung für eine Hypothyreose (Schilddrüsenunterfunktion).

## Verwendung
Der Pointer ist ein hervorragender Vorstehhund mit außerordentlichen Jagdeigenschaften. Sein enorm schnelles Gangwerk und die feine Nase lassen ihn Wild finden in Gebieten, die andere Jagdhunde erst langsam abarbeiten müssten.

Seit den 1950er Jahren wird er auch in Europa als Kreuzungsprodukt mit anderen Rassen als Europäischer Schlittenhund genutzt.